# 清毒运动

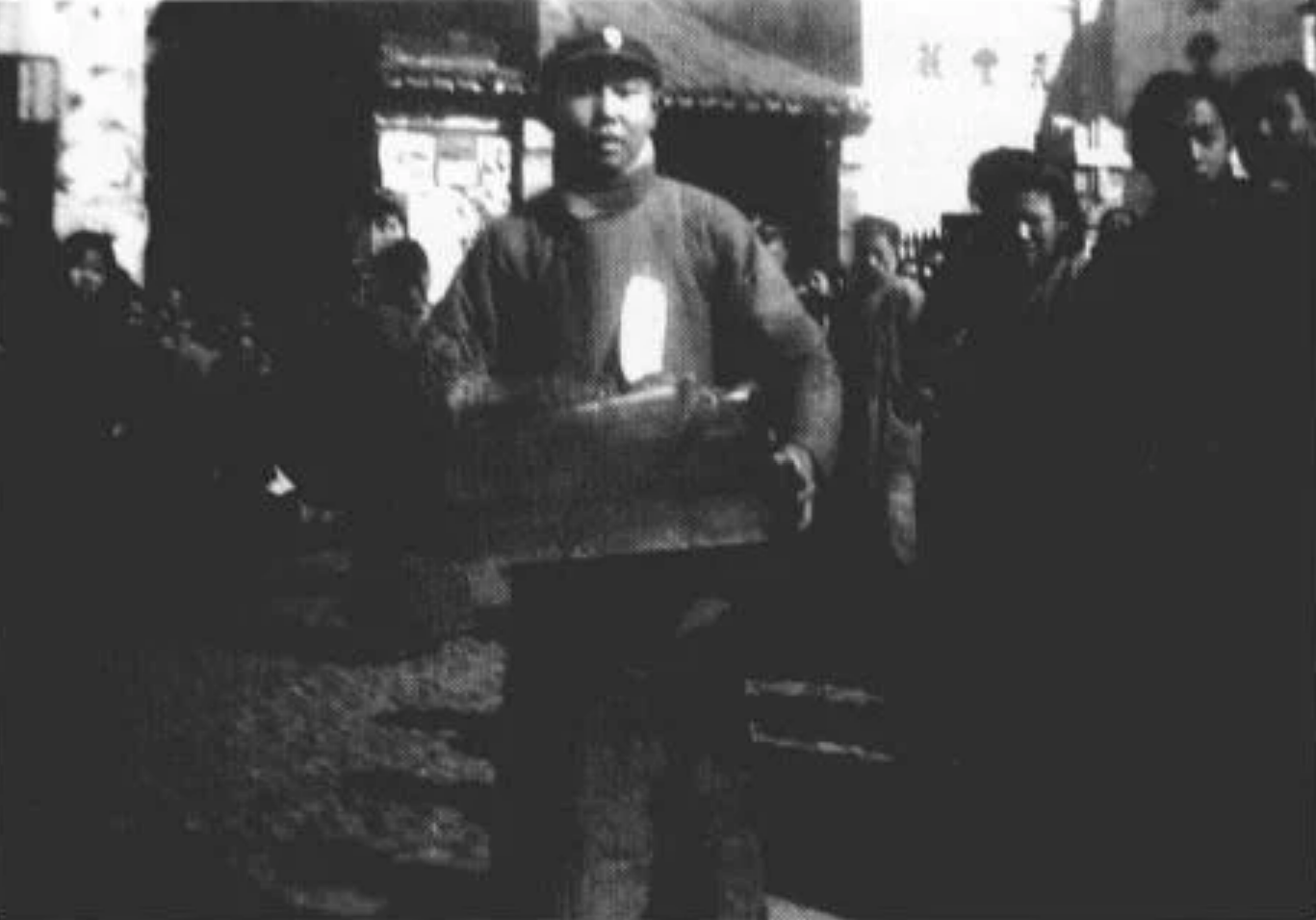
参加清毒运动的学生搬运抄出的鸦片（王嘉猷提供）

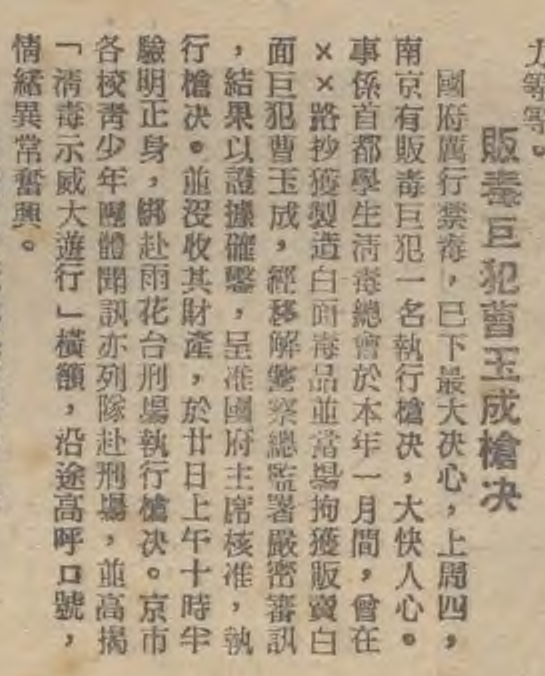
1944年第124期《中国周报》中新闻记载：贩毒巨犯曹玉成枪决

清毒运动，是抗日战争时期，1943年至1944年中共南京工委在汪精卫政权的首都南京领导学生团体开展的一项清除鸦片、捣毁烟馆、焚烧烟土的运动。

## 背景
抗日战争期间，侵华日军在占领上海、南京后，日本烟商通过沪宁线贩运大量鸦片烟土进行鸦片生意。1939年，南京市内仅领取执照的贩毒商家就有30余户，领取执照的鸦片烟馆有175家，领取售烟执照的旅馆有14家。全市每天平均卖出鸦片烟3000两，营业收入6.6万元。苏、皖、浙三省的日本鸦片烟商，每月向汪精卫政府行政院交鸦片税多达300万元。
1943年，汪精卫意图掌握鸦片专卖，授权陈公博向日方交涉取消华中宏济善堂，并计划在行政院下设禁烟机构。由于日方不答应，陈公博怂恿行政院宣传部长林柏生策动青年学生以游行示威的方式发动禁烟运动（即禁绝烟、赌、舞三害运动）。1943年冬，林柏生派人到中央大学学生中物色人选，策划发动禁烟运动，并找到青年救国社（以下简称青救社）社员厉恩虞和王嘉谟。厉恩虞、王嘉谟两人同青救社的潘田、姚禹谟等人商量，认为可以利用这个机会发动群众。潘田（中共党员）遂向中共南京工委书记舒诚汇报，舒诚同意发动清毒运动。中共地下党认为消灭烟毒并不现实，但运动可以激励群众抗日，发展进步力量，借此利用林柏生掩护中共地下工作。

## 经过
1943年12月27日，南京中央大学学生厉恩虞等人动员南京各学校学生到南京夫子庙、朱雀路等地区破坏了大量烟馆并缴获大量烟具，遭到日本宪兵队干涉。12月28日，中共地下党员、青救社成员又发动3000多名学生上街游行示威，去砸烟馆、焚烧烟土。游行队伍从夫子庙回到国民大会堂时，因天色已晚，学生们将没收的烟土、烟具、麻将牌等集中焚烧。在国民大会堂的学生集会上，厉恩虞、王嘉谟主持并讲话，并宣告成立“首都学生清毒总会”，由厉恩虞、王嘉谟担任正、副会长。不久，南京各大、中学校纷纷设立分会，并派罗延俊、余力、王士弘持林柏生的介绍信抵达上海，向上海各大、中学学生代表介绍南京清毒运动情况。
寒假期间，学生们以青救社社员为核心，组织清毒运动寒假工作团。1944年1月29日，寒假工作团与南京模范女中的“干字运动实践会”联合行动；行动中学生在丰富路的毒枭曹玉成家搜出一大盒海洛因，随即将曹玉成绑到新街口孙中山铜像前，并向围观群众宣布其贩毒罪行；之后，学生当众焚烧海洛因，并将曹玉成扭送给南京警察厅。由于民愤极大，汪精卫政府下令枪毙曹玉成。同年2月，日方同意取消宏济善堂，并在汪精卫政权行政院内政部下设禁烟总局，宣布“分五年禁绝期”禁绝鸦片（1943年3月30日至1947年3月30日）。汪精卫更换内政部长陈群为梅思平，并改原戒烟总局为禁烟总局。
自禁烟总局成立后，梅思平颁布《限期禁绝售吸所办法》等法令，规定各地售吸所绝对关闭日期，回收特许经营，并新发土行牌照（15张大牌照、128张小牌照）。其中大土行牌照15张中当局留五张、前宏济善堂盛文颐（盛宣怀之侄）等人分配五张，剩余五张分配特业工会。局方五张分别交给陈公博、梅思平、林柏生、袁愈佺和章骏各领一张，交由亲戚出面经营。此事引起土商愤怒，到四川路1286号禁烟总局办公室集会抗议，后经潮州帮土行斡旋才停止。

## 后续
1944年4月，中共地下党员、中央大学农学院学生沈新（原名陈建）从日军宪兵队石井处探听日方拟定了有厉恩虞在内的十人黑名单；同时，中共地下党外围组织“五兄弟”成员、中央大学工学院学生尚渊如也截获同样消息。因此，中共地下党与青救社决定暂停各项活动。
清毒运动中的学生积极分子，包括厉恩虞、王嘉猷、朱井熙、李昭定、程志定、江泽民、曹天忠、余力、蒋鹏龄、周效良、高锡安等相继加入中国共产党。中共地下党在实力增强后，在1946年4月成立了中共南京市委，由陈修良、刘峰担任正副书记。
2000年，江泽民在CBS《60分鐘》栏目接受迈克·华莱士采访时，回忆起了和同学们“自发组织了反鸦片运动，捣毁了许多烟馆”，以及高唱《毕业歌》的往事。后来他在《忆厉恩虞同志》一文中也提起了这件事。